# Rise Against
Rise Against je američki punk rock bend iz Chicaga osnovan 1999. Trenutačni članovi sastava su glavni vokal Tim McIlrath, basist Joe Principe, bubnjar Brandon Barnes i gitarist Zach Blair.

## Članovi benda
Trenutačni članovi
- Tim McIlrath – glavni vokal, gitara (1999. – danas)
- Joe Principe – bas-gitara, prateći vokali (1999. – danas)
- Brandon Barnes – bubnjevi (2000. – danas)
- Zach Blair – gitara, prateći vokali (2007. – danas)

Bivši članovi
- Dan Wleklinski – gitara, prateći vokali (1999. – 2001.)
- Kevin White – gitara, prateći vokali (1999. – 2001.)
- Todd Mohney – gitara, prateći vokali (2002. – 2004.)
- Chris Chasse – gitara, prateći vokali (2004. – 2007.)
- Tony Tintari – bubnjevi (1999. – 2000.)
- Dan Lumley – bubnjevi (?)

## Diskografija
- The Unraveling (2001.)
- Revolutions per Minute (2003.)
- Siren Song of the Counter Culture (2004.)
- The Sufferer & the Witness (2006.)
- Appeal to Reason (2008.)
- Endgame (2011.)
- The Black Market (2014.)
- Wolves (2017.)
- Nowhere Generation (2021.)

## Vanjske poveznice
- Službena stranica benda Rise Against